# Martin-Luther-Kirche (Böblingen)

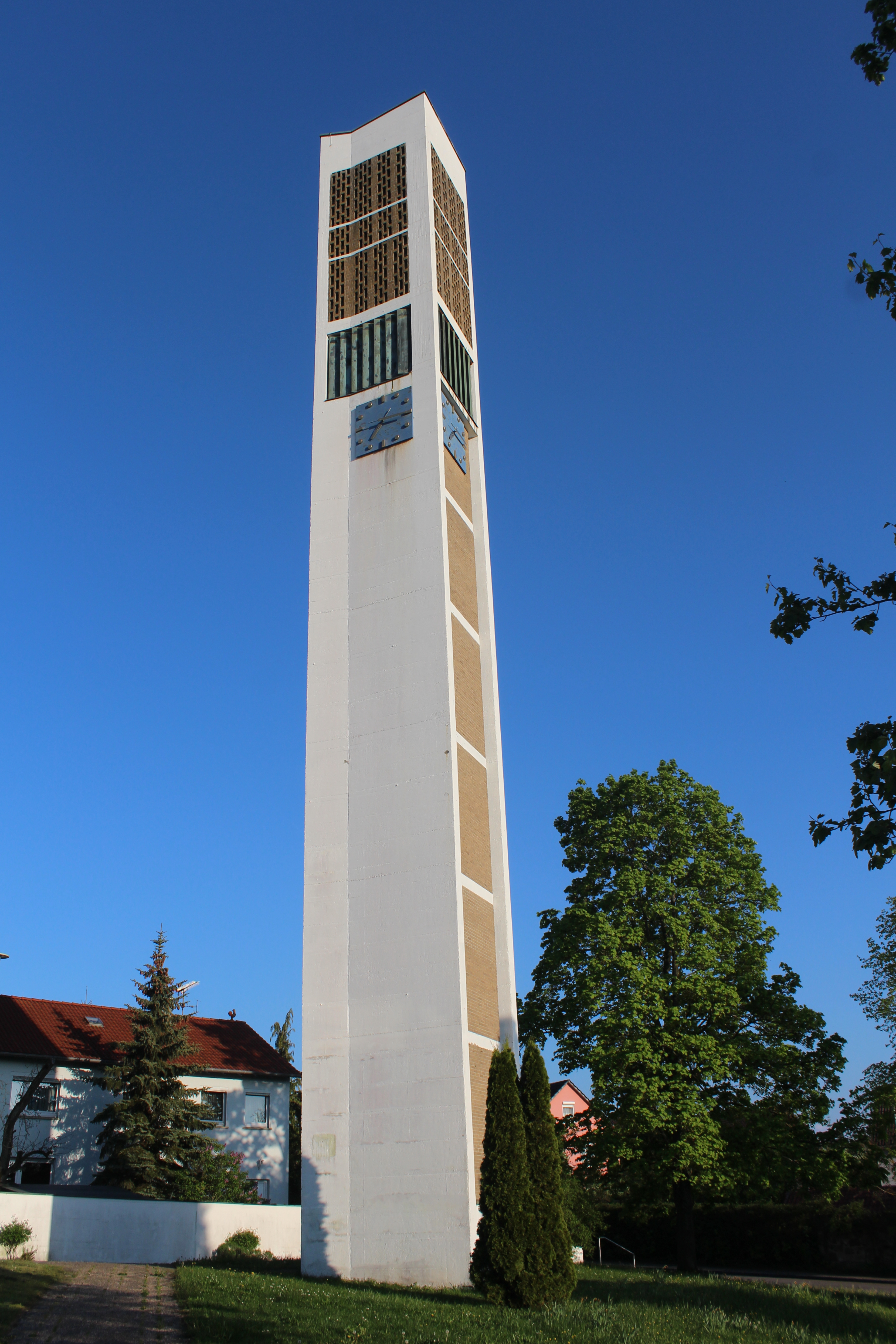
Turm der Martin-Luther-Kirche in Böblingen

Die Martin-Luther-Kirche in Böblingen liegt in einem Wohngebiet in der Achalmstraße nahe dem Alten Friedhof.

## Baubeschreibung
Zwischen 1959 und 1960 wurde die Martin-Luther-Kirche mit dazugehörigem Gemeindehaus erbaut. Die Kirche wurde als schlichter, funktioneller Raum konzipiert. Zu dem Kirchengebäude gehört ein freistehender Glockenturm mit 33 m Höhe nach Art eines italienischen Campanile.

## Martin-Luther-Kirchengemeinde Böblingen
Die Martin-Luther-Kirchengemeinde (Teil des Kirchenbezirks Böblingen der Evangelischen Landeskirche in Württemberg) umfasst Teile der Kernstadt Böblingen, insbesondere die Wohngebiete Tannenberg und Rauher Kapf. Infolge starken Zuzugs nach dem Zweiten Weltkrieg wurde die evangelische Kirchengemeinde Böblingen, die bis dahin nur über die Stadtkirche verfügte, zu groß. Als eigenständige Kirchengemeinde wurde die Martin-Luther-Kirchengemeinde Böblingen durch Bekanntmachung des Oberkirchenrats vom 13. Februar 1964 gebildet, als die bis dahin alleinige Kirchengemeinde Böblingen in seinerzeit drei Teilkirchengemeinden aufgeteilt wurde.
Auch die Martin-Luther-Kirchengemeinde wuchs weiter, so dass in den 1970er Jahren für den Bereich Tannenberg das Gemeindezentrum am Murkenbachweg und später für die Gemeindeglieder der Waldsiedlung Rauher Kapf das Gemeindezentrum Taunusstraße errichtet bzw. erworben wurde. Somit verfügt die Martin-Luther-Kirchengemeinde heute über drei Gemeindezentren. Heute versehen zwei Pfarrerinnen in den Seelsorgebezirken Nord und Süd ihre Dienste in der Martin-Luther-Gemeinde. Das Gemeindezentrum am Murkenbachweg wurde ca. 2020 abgerissen.